# یواس‌ان‌اس ایمپکبل (تی-ای‌جی‌اواس-۲۳)
یواس‌ان‌اس ایمپکبل (تی-ای‌جی‌اواس-۲۳) (به انگلیسی: USNS Impeccable (T-AGOS-23)) یک کشتی است که طول آن ۲۸۱ فوت ۵ اینچ (۸۵٫۷۸ متر) می‌باشد. این کشتی در سال ۱۹۹۵ ساخته شد.